# يو إف سي ليلة القتال: مويكانو ضد سان دوني
يو إف سي ليلة القتال: مويكانو ضد سان دوني (بالإنجليزية: UFC Fight Night: Moicano vs. Saint Denis) هو حدث لفنون القتال المختلطة نظَّمته يو إف سي، وأُقيم في 28 سبتمبر 2024، على أكورهوتيل أرينا في باريس، فرنسا.

## الجوائز الإضافية
حصل المقاتلون التاليون على مكافآت بقيمة 50 ألف دولار.
- قتال الليلة: لم يتم منح أي مكافأة.
- أداء الليلة: بريان باتل، مورجان شاريير، فارس زيام، وكريس دنكان